# Pareuxesta
Pareuxesta är ett släkte av tvåvingar. Pareuxesta ingår i familjen fläckflugor.
Kladogram enligt Catalogue of Life:
| Pareuxesta | \| \| Pareuxesta academica \| \| \| \| \| \| Pareuxesta hyalinata \| \| \| \| \| \| Pareuxesta intermedia \| \| \| \| \| \| Pareuxesta latifasciata \| \| \| \| \| \| Pareuxesta obscura \| \| \| \| \| \| Pareuxesta xanthomera \| \| \| \| |
|            | \| \| Pareuxesta academica \| \| \| \| \| \| Pareuxesta hyalinata \| \| \| \| \| \| Pareuxesta intermedia \| \| \| \| \| \| Pareuxesta latifasciata \| \| \| \| \| \| Pareuxesta obscura \| \| \| \| \| \| Pareuxesta xanthomera \| \| \| \| |
|            | Pareuxesta academica |
|            | |
|            | Pareuxesta hyalinata |
|            | |
|            | Pareuxesta intermedia |
|            | |
|            | Pareuxesta latifasciata |
|            | |
|            | Pareuxesta obscura |
|            | |
|            | Pareuxesta xanthomera |
|            | |